# Underneath
Underneath è una canzone della cantautrice canadese Alanis Morissette, primo singolo del suo settimo album Flavors of Entanglement del 2008. Il singolo è stato reso disponibile per il download digitale il 15 aprile 2008, dopo essere stato provvisoriamente annunciato per il 25 marzo.

## Tematiche
Secondo la stessa Alanis Morissette,
(Alanis Morissette)

## Videoclip
Il 15 settembre 2007 è stato trasmesso in anteprima il video del singolo all'Elevate Film Festival di Los Angeles. Conseguentemente il video è stato pubblicato su Internet nel gennaio 2008. Il video ufficiale è entrato nella programmazione dei canali dedicati nel maggio dello stesso anno.
Il video mostra la vita romantica di Alanis parallelamente alla sua vita nel mondo reale, rispettivamente con scene in un cuore e in una città affollata. Mentre la sua vita romantica crolla, la cantante è simultaneamente mostrata nello sforzarsi di consegnare volantini sul problema ambientale. Alanis spinge un uomo, presumibilmente la persona che ama, fuori dal suo cuore e in parallelo gli invia un messaggio "I said don't call me" ("ti ho detto di non chiamarmi"); intanto continua a cercare di distribuire volantini invano, e nella sua disperazione la vediamo alla fine abbracciare il suo uomo nello scenario del cuore. Poi torna a casa e stacca alcuni poster sul tema ambientale dalle pareti della sua camera, i quali nascondevano messaggi come "Sono grassa" e "Evito di assumermi responsabilità". Rimane solo un poster "Save the Earth" (Salvate la Terra"). La cantante esegue simili gesti anche dentro al cuore, lasciando un poster "Save the Heart" ("Salva il cuore"). Alla fine, il suo uomo arriva a casa e i due si abbracciano.

## Tracce
| CD Single edizione 1 1. "Underneath" (album version) - 4:07 2. "20/20" - 4:17 CD Single edizione 2 1. "Underneath" (album version) - 4:07 2. "20/20" - 4:17 3. "Underneath" (Josh Harris remix) - 7:19 CD Remix 1. Josh Harris Remix - 7:18 2. Josh Harris Radio Edit - 3:39 3. Morgan Page Vox Mix - 7:45 4. Morgan Page Mixshow Edit - 5:20 5. RedTop Main Mix - 6:33 6. RedTop Mix Show Edit - 4:49 | iTunes Digital single edizione UK/Ireland 1. "Underneath" (album version) - 4:07 2. "Underneath" (Josh Harris remix) - 7:19 Digital Single Remix edizione brasiliana 1. Josh Harris Club Mix 2. Morgan Page Vox Mix 3. RedTop Main Mix 4. Lost Daze Extended Mix 5. John Dahlbäck Remix 6. Dave Armstrong & Redroche Remix 7. The Whatever/Whatever Remix 8. Zoned Out Remix |

## Successo commerciale
Il brano ebbe un enorme successo in Brasile in cui vinse il disco di diamante per aver venduto più di 250.000 copie e questo fece di Alanis Morisette la prima cantante donna ad aver ottenuto tale riconoscimento in quel paese per un singolo. Nel resto del mondo la canzone non ebbe risultati di vendita eccezionali.

## Classifiche
| Classifica (2008) | Posizione più alta |
| ----------------- | ------------------ |
| Argentina         | 8                  |
| Austria           | 20                 |
| Belgio (Fiandre)  | 16                 |
| Belgio (Vallonia) | 17                 |
| Canada            | 15                 |
| Cile              | 23                 |
| Europa            | 85                 |
| Germania          | 32                 |
| Giappone          | 30                 |
| Italia            | 8                  |
| Malta             | 7                  |
| Regno Unito       | 99                 |
| Svizzera          | 16                 |
| Ucraina           | 94                 |